# Nicolae Opriș
Nicolae Opriș (n. 14 octombrie 1874, Slimnic - d. necunoscut) a fost un deputat în Marea Adunare Națională de la Alba Iulia, organismul legislativ reprezentativ al „tuturor românilor din Transilvania, Banat și Țara Ungurească”, cel care a adoptat hotărârea privind Unirea Transilvaniei cu România, la 1 decembrie 1918.:p. 77

## Biografie
S-a născut în comuna Slimnic din județul Sibiu, la data de 14 octombrie 1874. A fost de meserie agricultor.
Între anii 1904 și 1908 acesta a fost în America, pentru ca mai târziu, între anii 1910-1912 să se reîntoarcă pe pământul american.
A fost reprezentant al Cercului Cisnădie din județul Sibiu la Adunarea de la Alba Iulia din 1 decembrie 1918.:p. 16

## Activitatea politică

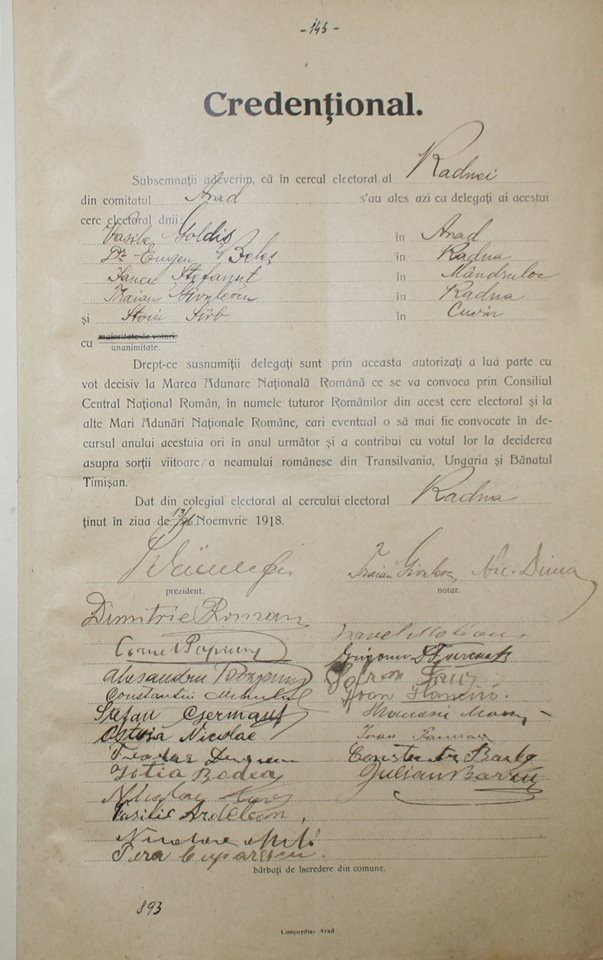
Credențional

Ca deputat în Adunarea Națională din 1 decembrie 1918, Nicolae Opriș a reprezentat ca delegat de drept Cercul Cisnădie din județul Sibiu.:p. 77:p. 16